# عباس حلمی یکم
عباس حلمی یکم (عربی: عباس الأول ؛ ۱ ژوئیه ۱۸۱۲ – ۱۳ ژوئیهٔ ۱۸۵۴) یک سیاست‌مدار اهل مصر و سومین حاکم مصر از خاندان محمد علی بود.